# ارس برمودا
ارس برمودا (نام علمی: Juniperus bermudiana) نام یک گونه از سرده ارس است.